# Римкявичюс, Казимерас Домининкович
Казимерас Домининкович Римкявичюс — советский литовский хозяйственный деятель, Герой Социалистического Труда.

## Биография
Родился в 1926 году в Рамонишке. Член КПСС с 1961 года.
В 1958—1986 — фрезеровщик Вильнюсского завода шлифовальных станков Министерства станкостроительной и инструментальной промышленности СССР.
Указом Президиума Верховного Совета СССР от 3 января 1974 года присвоено звание Героя Социалистического Труда с вручением ордена Ленина и золотой медали «Серп и Молот».
Заслуженный работник промышленности Литовской ССР (1986).
Умер в 2011 году в Вильнюсе.

## Награды и звания
- Герой Социалистического Труда (03.01.1974)
- Орден Ленина (1966, 03.01.1974)